# Wólka Tarnowska (Lublin)
Pour les articles homonymes, voir Wólka Tarnowska.
Wólka Tarnowska (prononciation : [ˈvulka tarˈnɔfska]) - (en ukrainien: Вілька Тернівська, Vil’ka Ternivs’ka) est un village polonais de la gmina de Wierzbica dans le powiat de Chełm de la voïvodie de Lublin dans l'est de la Pologne.
Il se situe à environ 5 kilomètres au nord-ouest de Wierzbica (siège de la gmina), 22 kilomètres au nord-ouest de Chełm (siège du powiat) et 50 kilomètres à l'est de Lublin (capitale de la voïvodie).
Le village comptait approximativement une population de 160 habitants en 2000.

## Histoire
De 1975 à 1998, le village est attaché administrativement à la voïvodie de Chełm.

Depuis 1999, il fait partie de la voïvodie de Lublin.